# Joshua Azzopardi
Joshua Azzopardi (27 november 1999) is een Australisch atleet, die zich heeft toegelegd op de sprint. Hij nam eenmaal deel aan de Olympische Spelen.

## Loopbaan
Azzopardi werd in 2024 kampioen van Oceanië en nam deel aan de Olympische Spelen van 2024 in Parijs, waar hij uitkwam op de 100 m en de 4 × 100 m estafette. Op dit laatste onderdeel vestigde het Australische team met een tijd van 38,12 s een Oceanisch record.

## Titels
- Oceanisch kampioen 100 m - 2024
- Australisch kampioen 4 × 100 m - 2019

## Persoonlijke records
Outdoor
| Onderdeel   | Prestatie | Datum           | Plaats   |
| ----------- | --------- | --------------- | -------- |
| 100 yd      | 9,64 s    | 6 maart 2021    | Sydney   |
| 100 m       | 10,14 s   | 22 juni 2024    | Genève   |
| 200 m       | 20,84 s   | 6 maart 2022    | Brisbane |
| verspringen | 6,49 m    | 14 oktober 2017 | Sydney   |

Indoor
| Onderdeel | Prestatie | Datum           | Plaats     |
| --------- | --------- | --------------- | ---------- |
| 60 m      | 6,74 s    | 16 januari 2021 | Wollongong |

## Palmares

### 100 m
- 2024:  Oceanische kamp. - 10,33 s
- 2024: 4e in serie OS - 10,20 s (+0,2 m/s)

### 4 × 100 m
- 2019:  Australische kamp. - 40,21 s
- 2024: 6e in serie OS - 38,12 s (AR)

- World Athletics: 14743991